# Marcos 13

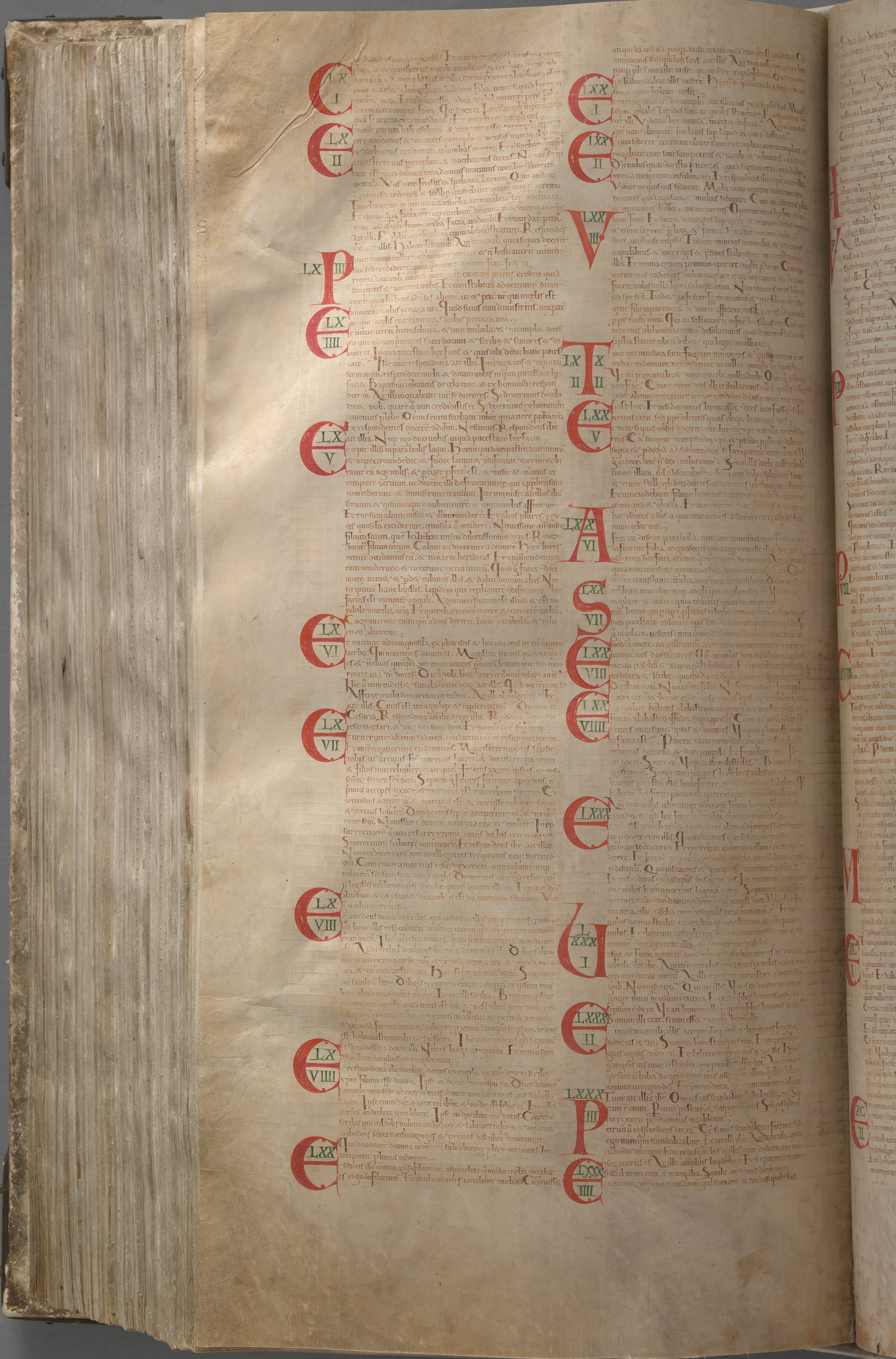
Texto latino de Marcos 11:10-14:32 en el Códice Gigas

Marcos 13 es el decimotercer capítulo del Evangelio de Marcos en el Nuevo Testamento de la Biblia cristiana. Contiene las predicciones de Jesús sobre la destrucción del Templo de Jerusalén y el desastre de Judea, así como la versión de Marcos del discurso escatológico de Jesús.  El teólogo William Barclay describió este capítulo como "uno de los capítulos más judíos de la Biblia" y "uno de los capítulos más difíciles de entender en el Nuevo Testamento para un lector moderno".

## Texto
El texto original fue escrito en griego koiné. Este capítulo está dividido en 37 Versículos.

### Testigos textuales
Algunos manuscritos antiguos que contienen el texto de este capítulo son:
- Codex Vaticanus (325-350; completo)
- Codex Sinaiticus (330-360; completo)
- Codex Bezae (~400; completo)
- Codex Alexandrinus (400-440; completo)
- Codex Ephraemi Rescriptus (~450; existen los Versículos 20-37)

### Paralelos del Nuevo Testamento
- Marcos 13:1–8: Mateo 24:1-8; Lucas 21:5-9[5]
- Marcos 13:9–13: Mateo 24:9-14; Lucas 21:10-19[5]
- Marcos 13:14–23: Mateo 24:15–25; Lucas 21:20–24[5]
- Marcos 13:24–27: Mateo 24:26–31; Lucas 21:25–28[5]
- Marcos 13:28–31: Mateo 24:32–35; Lucas 21:29–33[5]
- Marcos 13:32–37: Mateo 24:36–51; Lucas 21:35–48[5]

## La destrucción del Templo (13:1-23)

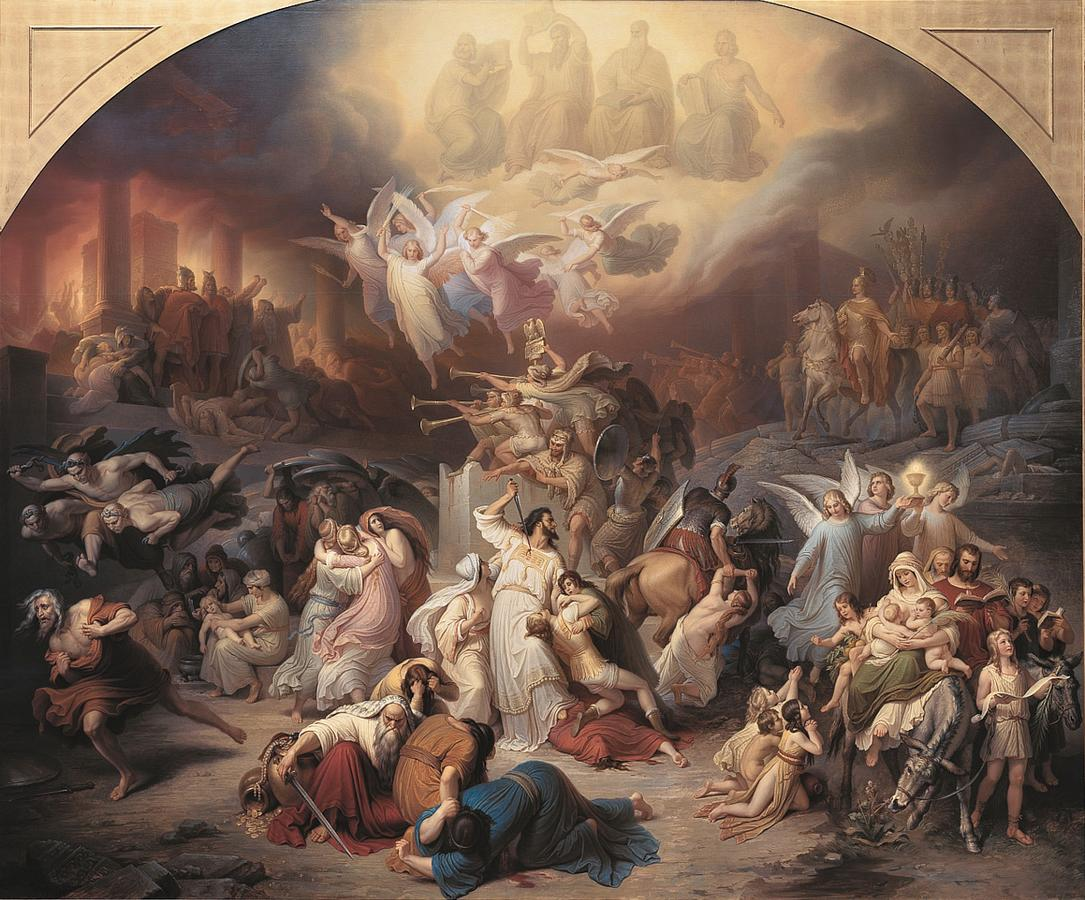
Titus Destrucción de Jerusalén por Wilhelm von Kaulbach (1846)

Después de sus enseñanzas en el capítulo anterior, todas ambientadas en los atrios del Templo, Jesús termina su enseñanza en el Segundo Templo por ese día y se marcha.  Al salir del Templo, un discípulo anónimo comenta lo extenso que es el Templo (Templo de Herodes). Los edificios podrían haber alcanzado hasta 150 pies (45,72 m) de altura y estaban adornados con oro, plata y otros objetos preciosos. En Marcos, se hace hincapié en la escala del Templo: la frase «qué clase de piedras» (en la versión Biblia del rey Jacobo) se trata como refiriéndose al tamaño de las piedras en la Nueva Versión Internacional y la Nueva Versión Estándar Revisada.  En el Evangelio de Lucas, se destaca la belleza de la cantería.
«¿Veis (todos) estos grandes edificios?», responde Jesús. La palabra «todos» se añade en la Vulgata (omnes), la versión etíope  y la Nueva Versión Internacional. Jesús reconoce su grandeza, pero predice que «no quedará aquí piedra sobre piedra; todas serán derribadas». Esta es la última referencia que hace Jesús al Templo en la narración de Marcos. Jesús parece anticipar que será destruido, aunque no dice cuándo ni cómo.
Jesús regresa al Monte de los Olivos. Marcos cuenta que Pedro, Santiago, Juan y Andrés preguntaron a Jesús en privado, mientras estaba sentado frente al Templo en el monte: «Dinos, ¿cuándo sucederán estas cosas (“”en plural“”)? Y ¿cuál será la señal de que todas ellas están a punto de cumplirse?». Henry Alford argumenta que el uso del plural, estas cosas, «implica que veían la destrucción del templo como parte de una gran serie de acontecimientos, que ahora, mediante frecuentes profecías, se les habían hecho familiares».

### Comentarios
El discurso escatológico o sobre la Parusía, recogido en los tres evangelios sinópticos (Mateo 24,1-25,46; Lucas 21,5-36), es conocido por abordar los acontecimientos del final de los tiempos. También se le denomina discurso apocalíptico debido a la forma en que está redactado y transmitido, utilizando un lenguaje de revelación de cosas ocultas. Este género literario apocalíptico era comúnmente utilizado como una forma de expresar eventos futuros y el destino final de la humanidad. 
El discurso escatológico o apocalíptico también ofrecía consuelo a los seguidores de Jesús al afirmar la realeza de Dios sobre el mundo y la certeza de la victoria final de sus hijos, a pesar de las dificultades que pudieran enfrentar. Aunque en parte enigmático, este aspecto enigmático refuerza la enseñanza central de Jesús de mantenerse alerta y velar, ya que insta a estar preparados para los eventos futuros y para el retorno glorioso del Señor.Facultad de Teología.
La ocasión del discurso apunta algunas claves para entender lo que dice Jesús a continuación. En la época de Cristo, los judíos, incluidos los Apóstoles, esperaban que el día del Juicio de Dios se manifestara como algo terrible para los impíos pero glorioso para el pueblo elegido. La grandeza del Templo era vista como una señal de esa futura gloria. 
El Templo no permanecerá, sino que será destruido violentamente. Esta destrucción del Templo sirve como una señal para los discípulos, indicándoles la oposición que encontrarán en su misión de predicar el Evangelio hasta la venida gloriosa del Hijo del Hombre. Por lo tanto, a lo largo del discurso, los dos acontecimientos -la destrucción del Templo y la vida de la Iglesia- están entrelazados, mostrando la continuidad entre el tiempo presente y el futuro, y la importancia de estar preparados para enfrentar los desafíos que se presenten en el camino.

### Versículos 5-8
Jesús responde:
Mirad que nadie os engañe: Porque vendrán muchos en mi nombre, diciendo: Yo soy el Cristo, y engañarán a muchos. Y cuando oigáis de guerras y rumores de guerras, no os turbéis; porque es necesario que acontezcan tales cosas; pero aún no será el fin. Porque se levantará nación contra nación, y reino contra reino; y habrá terremotos en diversos lugares, y habrá hambres y angustias: estos son principios de dolores. (5-8 RVR)
El «principio de dolores» es una traducción tradicional, utilizada en la Biblia de Ginebra y en la Biblia del rey Jacobo. Su significado literal, reflejado en textos como la Nueva Versión Estándar Revisada, es «el comienzo de los dolores de parto». Era creencia general que si el Mesías había llegado a Jerusalén, la victoria mesiánica final y el reino de Dios estaban cerca. Jesús, sin embargo, parece establecer muchas cosas adicionales que ocurrirán antes de su triunfo final.

#### Comentarios
En el inicio del discurso, los discípulos plantean a Jesús dos cuestiones: el "cuándo" y la "señal" de lo que está por suceder (versículo 4). Sin embargo, a lo largo de su discurso, Jesús no se enfoca en responder sobre el momento preciso, sino en revelar "quién" será el protagonista: Él mismo, el Hijo del Hombre glorioso, quien vendrá para confortar a los suyos (versículos 24-27). Además, les ofrece una señal concreta: la necesidad de permanecer alerta y vigilantes. Esta instrucción resalta la importancia de estar preparados en todo momento, en lugar de buscar únicamente indicadores temporales o sucesos específicos. 
Las primeras palabras de Jesús abordan "el comienzo de los dolores" (versículo 8), refiriéndose a la tribulación que precederá a la destrucción de Jerusalén (versículos 6-8), similar a las tribulaciones que enfrentarán los cristianos (versículos 9-13). En ambos casos, la enseñanza de Jesucristo es una invitación a la esperanza (versículos 7, 11, 13). Jesús advierte a sus discípulos sobre los peligros que enfrentarán (versículos 6-9, 12-13): enfrentarán eventos que requieren vigilancia para no caer en la tentación ni dejarse engañar por falsos profetas; serán perseguidos y odiados por causa de su fe en Jesús; y tendrán que perseverar en la fe a pesar de las dificultades.
San Justino, en el siglo II llega a decir:

...contra nosotros el solo nombre de cristiano sirve de prueba.

### Versículos 9-13
Jesús predice entonces que serán acosados (golpeados) por diversos concilios y sinagogas, gobernantes y reyes; que han de decir lo que se les ocurra, pues será Dios quien hable a través de ellos, y que el mensaje de Jesús se dará a conocer a todas las naciones. Las familias serán destrozadas, que «Todos los hombres os odiarán por mi causa, pero el que se mantenga firme hasta el fin se salvará»."
Mateo 10:17 y Hechos 22:19 también hacen referencia a los golpes o azotes que tenían lugar dentro de las sinagogas.

#### Comentarios
En el versículo 13, Jesús exhorta a la perseverancia personal: El que persevere hasta el fin, ése se salvará. Estas palabras llevan consigo una nota de providencia, ya que las persecuciones y dificultades serán oportunidades para ofrecer un testimonio del Evangelio ante los perseguidores (versículo 9) y para que sea predicado a todas las naciones (versículo 10), confiando en que Dios estará con ellos y que el Espíritu Santo les guiará en lo que deben decir (versículos 11-12). Esta enseñanza ha sido entendida así en la tradición cristiana: 

[Señor], Tú me has concedido exultar de gozo entre los gentiles y proclamar por todas partes tu nombre, tanto en la prosperidad como en la adversidad". Tú me has hecho comprender que cuanto me sucede, lo mismo bueno que malo, he de recibirlo con idéntica disposición, dando gracias a Dios que me otorgó esta fe inconmovible y que constantemente me escucha. Tú has concedido a este ignorante el poder realizar en estos tiempos esta obra tan piadosa y maravillosa, imitando a aquellos de los que el Señor predijo que anunciarían su Evangelio para que llegue a oídos de todos los pueblos. ¿De dónde me vino después este don tan grande y tan saludable: conocer y amar a Dios, perder a mi patria y a mis padres y llegar a esta gente de Irlanda, para predicarles el Evangelio, sufrir ultrajes de parte de los incrédulos, ser despreciado como extranjero, sufrir innumerables persecuciones hasta ser encarcelado y verme privado de mi condición de hombre libre, por el bien de los demás? (…) Mucho es lo que debo a Dios, que me concedió gracia tan grande de que muchos pueblos renacieron a Dios por mí.

### Versículos 14-23
Jesús entonces predice un acontecimiento desastroso en Judea:
"Cuando veáis “la abominación que causa desolación”' de pie donde no debe estar -que lo entienda el lector-, entonces que los que estén en Judea huyan a las montañas. Que nadie que esté en el tejado de su casa baje ni entre en ella para sacar nada. Que nadie en el campo vuelva a buscar su manto. ¡Qué terrible será en esos días para las mujeres embarazadas y las madres lactantes! Rezad para que esto no suceda en invierno, porque serán días de angustia sin igual desde el principio, cuando Dios creó el mundo, hasta ahora, y nunca más se igualarán. Si el Señor no hubiera acortado esos días, nadie sobreviviría. Pero por amor a los elegidos, a quienes él ha escogido, los ha acortado. En aquel tiempo, si alguien os dice: «Mirad, aquí está el Cristo» o «Mirad, ahí está», no lo creáis. Porque aparecerán falsos Cristos y falsos profetass que harán señales y milagross para engañar a los elegidos, si eso fuera posible. Así que estad en guardia; os lo he dicho todo de antemano. (14-23 NIV)
Algunos estudiosos piensan que las advertencias sobre los falsos Cristos son advertencias contra otros que afirman ser el mesías o maestros cristianos que afirmaban ser en realidad la reencarnación de Jesús. Los Hechos de los Apóstoles 5:36-37 contiene una descripción dada por Gamaliel sobre Teudas y Judas el Galileo, ambos también mencionados por Josefo, que también afirmaban ser líderes de nuevos movimientos.
Marcos inserta sus propios comentarios al lector sobre la abominación, sugiriendo que la frase era una especie de código entre él y su audiencia. Es una cita del Libro de Daniel donde aparece en 9:27 como parte de una profecía que el libro afirma que fue dada al profeta Daniel por Gabriel durante el cautiverio babilónico sobre el futuro de Jerusalén. Un «Ungido» vendría, sería «cortado», y luego otro pueblo vendría y destruiría Jerusalén y establecería la abominación en el Templo. 11:31 habla de ello en el contexto de una gran batalla de Reyes, y 12:11 lo utiliza como parte de la visión del fin de los tiempos de Daniel. Muchos eruditos modernos, que creen que Daniel fue pseudoepigráficamente escrito a mediados del siglo II a. C., creen que estas referencias se refieren realmente al santuario a Zeus erigido por Antíoco IV Epífanes con un altar Pagano en el Altar de los Holocaustos en el Segundo Templo en el año 168 a. C.
Se desconoce qué significaba exactamente para los primeros cristianos y el público de Marcos, algunos piensan que se refiere a la destrucción del Templo por parte de Tito, otros que podría ser una referencia al intento de Calígula de poner una estatua suya en el Templo. Otros han véase la abominación como el Anticristo. No está claro si esto se refiere a la destrucción romana de Jerusalén, pero muchos cristianos después de ese acontecimiento ciertamente lo han visto así. Más recientemente se ha sugerido que la abominación en Marcos es una referencia a la crucifixión misma.
Según Marcos, Jesús hizo esta predicción años antes de que el Templo fuera realmente destruido en el año 70. Hechos 6:14 afirma que Esteban, el primer mártir cristiano (a menos que se cuente a Jesús), fue falsamente acusado de afirmar que Jesús destruiría Israel y los Ley mosaica antes de ser apedreado hasta la muerte, un suceso que Hechos afirma que Pablo observó. Las predicciones de la destrucción de Jerusalén también se encuentran en el Libro de Miqueas 3:12. Los eruditos utilizan esta sección para fechar Marcos, y todas las obras que se cree que copiaron de él, ligeramente antes o después del año 70.
En Marcos 15:29 se burlan de Jesús por haber afirmado que destruiría el Templo y lo levantaría de nuevo en tres días, una afirmación de Jesús que Marcos no recoge en la narración, aunque se le acusa falsamente de afirmar que destruiría el Templo hecho por el hombre y lo repondría en tres días en 14:57. Esto da lugar a la interpretación de la destrucción del Templo como la muerte del cuerpo de Jesús, el cuerpo de Dios, y su resurrección tres días después. Que Jesús predijo la destrucción del Templo y su reconstrucción en tres días se afirma en Juan 2:19 y se utiliza como prueba contra él en el Evangelio de Mateo 26:61.

#### Comentarios
En estos versículos parece que el Señor se detiene en la caída de Jerusalén como imagen del fin de los tiempos. La «abominación de la desolación» es una expresión tomada del profeta Daniel que se emplea para designar la profanación del Templo. Con esa frase el Señor resume lo terrible de la situación para los habitantes de Jerusalén en esos días: las zozobras les parecerán insoportables. 
Jesús advierte sobre la llegada de falsos mesías y profetas que realizarán engañosos "señales y prodigios" para extraviar a los elegidos (versículos 21-22). Esta "gran tribulación" (versículo 19) se convierte en un ejemplo para los cristianos, quienes a lo largo de la historia enfrentarán desafíos que podrían parecer abrumadores. Ante estas dificultades, Jesús ofrece a sus seguidores dos vías para superar y perseverar. En primer lugar, reconoce que los peligros son tan intensos que podrían tambalear a cualquiera, pero asegura que Dios no permitirá que superen la resistencia de sus elegidos (versículo 22). Y, en segundo lugar, añade Jesús, les asegura que, al contar con sus advertencias, basta con que estén alerta, que vigilen.

El Verbo nos ocultó el final de todas las cosas y de cada una en particular. (…) Al considerar que desconocemos ese final, siempre, todos los días, tenderemos y caminaremos, como convocados, hacia las cosas más importantes, y nos olvidaremos de las secundarias. ¿Quién no descuidaría el tiempo intermedio si conociera el último día? Y, al contrario, ¿quién no se prepara todos los días si desconoce el último?.

## Discurso del monte delos olivos (13:24-37)

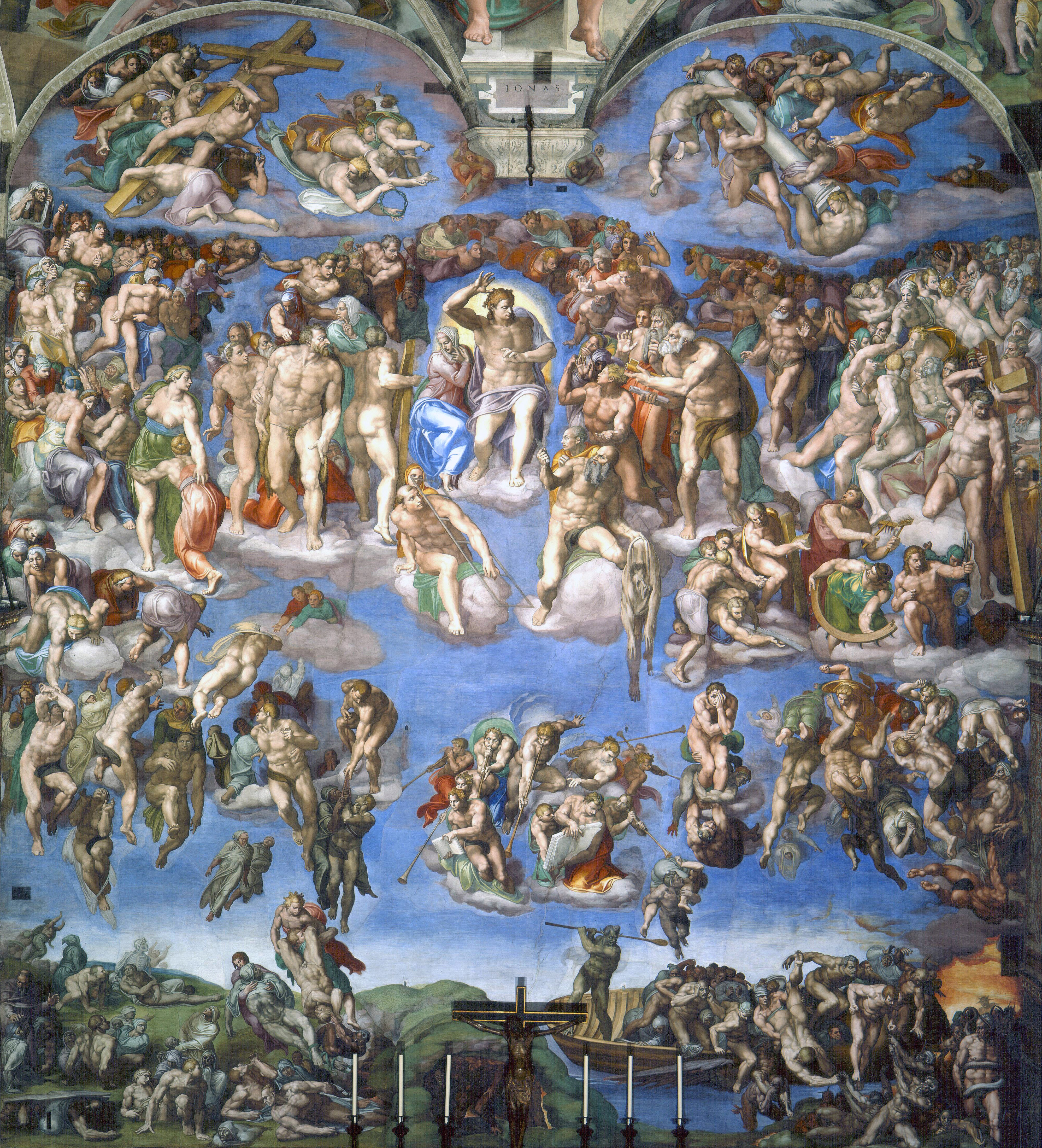
Juicio final por Michelangelo

Después de la destrucción del Templo y del acontecimiento en Judea, Jesús parece predecir un acontecimiento que sacudirá el universo y su gran triunfo:
Pero en aquellos días, después de aquella tribulación, el sol se oscurecerá, y la luna no dará su resplandor, y las estrellas del cielo caerán, y las potencias que están en los cielos serán conmovidas.  Y entonces verán al Hijo del hombre venir sobre las nubes con gran poder y gloria.  Entonces enviará a sus ángeles y reunirá a sus elegidos de los cuatro vientos, desde el extremo de la tierra hasta el extremo del cielo.  Aprended ahora la parábola del árbol: Cuando su rama está tierna y echa hojas, sabéis que el verano está cerca: Así también vosotros, cuando veáis que suceden estas cosas, sabed que está cerca, a las puertas.  De cierto os digo que no pasará esta generación hasta que todo esto acontezca.  El cielo y la tierra pasarán, pero mis palabras no pasarán. (24-31 RVR)
Luego les dice que nadie, excepto el «Padre», Dios, sabe cuándo sucederá todo esto, ni siquiera el «Hijo», el propio Jesús. A continuación, utiliza la Parábola del siervo fiel para describir a sus seguidores como sus siervos que vigilan la casa de su amo esperando su regreso.
Jesús termina así con dos parábolas, la parábola de la Parábola de la higuera y la Parábola del siervo fiel. La higuera, que Jesús maldijo en Marcos 11:14 por ser estéril, se utiliza ahora como metáfora. Mientras que ahora es estéril, cuando sea verano estará a punto de dar sus frutos, al igual que estos signos señalan que el plan de Dios está a punto de cumplirse. Parábola del siervo fiel y el hombre que se va de viaje advierte a los discípulos que deben estar siempre vigilantes, pues él podría volver en cualquier momento y querría tener la casa bien cuidada.
Hay varias interpretaciones de todo esto. La más directa es que se producirá un acontecimiento horrible en Judea y que en un momento indeterminado Jesús vendrá y reunirá a sus «elegidos», término que los primeros cristianos utilizaban para referirse a sí mismos. La afirmación de que «esta generación» aún estará presente para véase la llegada de estas cosas ha planteado problemas a quienes sostienen que se trata de una predicción literal del fin del mundo, y ha dado lugar a leyendas como la del judío errante. La palabra generación también significa race en Griego antiguo, por lo que podría referirse a los Judíoss, o tal vez a todas las personas. Otros piensan que Jesús sólo está utilizando simbólicamente el lenguaje apocalíptico de su época, como hacían muchos profetas judíos, para destacar el hecho de que el sufrimiento cristiano y la destrucción de Jerusalén, aunque aparentemente sean el fin del mundo, son necesarios para lograr lo que Jesús considera que será la victoria final de el bien sobre el mal y que esta generación se refiere a véase la destrucción de Jerusalén.
Muchos han interpretado que Jesús predice el fin del mundo y su Segunda Venida. La declaración de Jesús sobre el Sol y la Luna suena muy apocalíptica. Es una cita del Isaías 13:10 donde Isaías lo usa metafóricamente como parte de su profecía de la caída de Babilonia. Las estrellas que caen del cielo es de Isaías 34:4 sobre el juicio de Dios sobre todas las naciones del mundo. Tal vez haya aquí una connotación política. Al usar estas dos citas juntas, Jesús podría estar comparando la dominación Romano que Israel está sufriendo actualmente con el cautiverio babilónico que había sufrido seis siglos antes. La llegada del reino de Dios sustituiría el dominio romano por el de Dios, al igual que los judíos fueron liberados de Babilonia. Sin embargo, mientras que el cautiverio babilónico terminó con el regreso a Jerusalén, la sustitución del dominio romano será precedida por la destrucción de Jerusalén, un cambio brusco en lo que la gente pensaba de la venida del reino de Dios. Era una creencia general de los judíos que el mesías gobernaría desde Jerusalén, y muchos cristianos han creído que después de la Segunda Venida Jesús gobernará el mundo desde Jerusalén. Muchos cristianos han visto esto como una predicción de la tiranía romana siendo superada por el cristianismo, como Jerusalén, entonces «Babilonia» (Roma), entonces todas las naciones injustas serán reemplazadas por la venida del Hijo del Hombre. La Iglesia católica siempre se ha visto a sí misma como en parte el reino de Dios en la Tierra y algunos han pensado que la venida de la Iglesia Cristiana es lo que se predice aquí.
El Hijo del Hombre viniendo en nubes es de Daniel 7:13. Esto es de un sueño profético de Daniel sobre un reino que «devoraría» el mundo entero y cómo sería reemplazado por el «reino eterno» del Hijo del Hombre. «Los elegidos» serán «reunidos» de todas partes del mundo y «al Cielo», una inversión de Zacarías 2:10 donde Dios vendría y viviría entre sus elegidos. Dios reuniendo a su pueblo elegido se encuentra en muchos libros del Antiguo Testamento, pero ninguno tiene al Hijo del Hombre haciendo esto, mostrando cómo Jesús había alterado las profecías sobre el Mesías.
Justo antes de que Esteban sea apedreado en Hechos, dice «Veo el cielo abierto y al Hijo del Hombre de pie a la diestra de Dios.» (7:56), tal vez mostrando la venida del Hijo del Hombre significa el Cielo. En Juan 12:23 Jesús habla de la gloria del Hijo del Hombre como su muerte: «Ha llegado la hora de que el Hijo del Hombre sea glorificado. Os aseguro que si el grano de trigo no cae en tierra y muere, no queda más que una semilla. Pero si muere, produce muchas semillas». Predijo la venida del reino de Dios en Marcos 9:1 en esta generación seguida de la Transfiguración, tal vez mostrando que el reino de Dios ya está aquí debido a la venida de Jesús.
Lo que Jesús predice exactamente aquí es impreciso. Pablo, en 1 Tesalonicenses, probablemente el documento cristiano más antiguo que se conserva, habla de cómo Jesús nos rescata de la «ira» o «cólera» venidera en 1:10. También dice que «nosotros», Pablo y los otros cristianos, veríamos a Jesús volver a resucitar a los muertos en su vida en 4:13-18, pero no exactamente cuándo, diciendo inmediatamente después en el capítulo 5:2 que vendrá como «un ladrón en la noche». Sin embargo, en Filipenses 1:23 habla de ir a Cristo como de la muerte.
Las ideas del regreso inminente de Jesús y del triunfo mesiánico final junto con la de que se retrasará hasta una fecha desconocida en el futuro, o quizá hasta después de la muerte, han caracterizado siempre a la pensamiento cristiano a través de los tiempos. San Augustín reflexionó, basándose en este pasaje, que una persona debería preocuparse más por su propio «último día», su muerte.
...cuando se nos dice que velemos por el último día, cada uno debe pensar en su propio último día; no sea que cuando juzguéis o penséis que el último día del mundo está lejos, os adormezcáis con respecto a vuestro propio último día.... Que nadie busque, pues, el último Día, cuando ha de ser; sino que velemos todos por nuestra buena vida, no sea que el último día de alguno de nosotros nos encuentre desprevenidos, y así como alguno parta de aquí en su último día, así sea hallado en el último día del mundo. Nada te asistirá entonces que no hayas hecho aquí. Sus propias obras socorrerán, o sus propias obras abrumarán a cada uno.
La descripción del final de los tiempos se amplía enormemente en el Libro del Apocalipsis, que se describe a sí mismo como una visión dada por Jesús después de su muerte al autor. Aquí también hay predicciones de trastornos inmediatos (1:3) junto con retrasos en la realización final del plan de Dios de miles de años o incluso períodos indefinidos de tiempo (20). Un relato similar se encuentra también en Mateo 24, donde la descripción de la venida del Hijo del Hombre se amplía enormemente. Lucas 21 afirma específicamente que habrá ejércitos rodeando Jerusalén y que eso precederá a la desolación. Esta es toda la información que Jesús da sobre el futuro lejano en los Evangelios.
En el Evangelio de Tomás dicho 51 un discípulo le pregunta a Jesús cuándo llegaría el «nuevo mundo» y Jesús le responde «Lo que esperáis ya ha llegado, pero no lo sabéis.» En el dicho 113 le preguntan cuándo llegará el «reino». «No vendrá esperándolo. No se dirá: «¡Mirad, aquí!» o «¡Mirad, allí!». Más bien, el reino del Padre está extendido sobre la tierra, y la gente no lo ve».
Así termina la sección de Marcos que muestra cómo Jesús era el profetizado Mesías judío, pero no de la manera que la gente esperaba. Era creencia general que la venida del Mesías inauguraría la victoria final del bien sobre el mal, y acabaría con todo el sufrimiento mundano, que se pensaba era un síntoma del mal. Jesús entró en Jerusalén en Marcos 11 a la manera del mesías que traería el reino de Dios a la Tierra, luego maldijo la higuera fuera del Templo en el que expulsó a los cambistas del templo. Luego derrotó a los sacerdotes y enseñó al pueblo, estableciendo su autoridad y la falta de ella de los sacerdotes.  Luego termina con una predicción de la destrucción del Templo y luego utiliza la higuera como metáfora para mostrar cómo lo que Jesús ha descrito conducirá a la venida del reino de Dios. Sin embargo, mientras que el Mesías que entraba en Jerusalén, como había hecho Jesús, iba a traer el gobierno de Dios inmediatamente, Jesús dice que vendrá más tarde, en un momento desconocido después de acontecimientos aparentemente calamitosos. Jesús está hablando de estas cosas en el Monte de los Olivos, donde Zecarías 14:4 tiene la batalla mesiánica final que ocurre. En la siguiente y última sección, Marcos muestra la necesidad del sufrimiento, la Pasión de Jesús, como parte del plan de Dios. Jesús es coronado Rey de los judíos sólo en la cruz y sólo supera todo sufrimiento y mal por su resurrección de entre los muertos.

#### Comentarios
Es interesante cómo se presenta el concepto de la venida gloriosa del Hijo del Hombre en la teología cristiana. Esta idea de un juicio final y una salvación final para los elegidos es una parte fundamental de la doctrina cristiana. La noción de que los sufrimientos de los cristianos son parte del camino hacia este evento también es poderosa, ya que sugiere que el dolor y las dificultades en esta vida tienen un propósito más amplio en el plan divino. La Biblia, especialmente en los Evangelios y en el Libro del Apocalipsis, ofrece diversas visiones y descripciones de la venida gloriosa de Jesucristo. Estas imágenes pueden variar en detalle y enfoque, pero todas apuntan hacia un evento de gran significado y trascendencia para los creyentes. 
La distinción entre los dos momentos que señala Jesús es intrigante y reveladora. En el primer caso, cuando habla ante Caifás, está anunciando su resurrección gloriosa, que es un evento inmediato en el contexto de su propia vida terrenal. Esta resurrección es una señal poderosa de su divinidad y de su poder sobre la muerte, y también anticipa su eventual venida triunfante al final de la historia. La distinción entre los dos momentos que señala Jesús es intrigante y reveladora. En el primer caso, cuando habla ante Caifás, está anunciando su resurrección gloriosa, que es un evento inmediato en el contexto de su propia vida terrenal. Esta resurrección es una señal poderosa de su divinidad y de su poder sobre la muerte, y también anticipa su eventual venida triunfante al final de la historia.
Por otro lado, en el segundo caso, cuando se refiere al final de la historia, Jesús está hablando de su venida gloriosa en un sentido más amplio y cósmico. Este momento está vinculado con el juicio final y la consumación del plan divino para la redención de la humanidad. Es el momento en el que el Hijo del Hombre vendrá en toda su gloria y majestad para juzgar al mundo y establecer su reino de manera definitiva.
Ambos eventos están relacionados y tienen su lugar en el cumplimiento de la profecía, como la que se encuentra en el libro de Daniel. Estas palabras de Jesús no solo hacen referencia a su propia persona y misión, sino que también conectan su obra con las profecías del Antiguo Testamento, estableciendo así una continuidad entre la antigua promesa y su cumplimiento en Cristo. Esta comprensión de la venida del Hijo del Hombre como un evento que abarca tanto su resurrección individual como su venida final ofrece una visión completa y profunda de la obra redentora de Cristo en la historia de la salvación.